# رابین ونتورا
رابین ونتورا (انگلیسی: Robin Ventura؛ زادهٔ ۱۴ ژوئیهٔ ۱۹۶۷) بازیکن بیس‌بال اهل ایالات متحده آمریکا بود.
از باشگاه‌هایی که در آن بازی کرده‌است می‌توان به نیویورک یانکیز و لس‌آنجلس داجرز اشاره کرد.
وی در مسابقات کشوری و بین‌المللی در مجموع برندهٔ ۱ مدال طلا، ۲ مدال نقره شده‌است.